# Spiegelafstelplaats

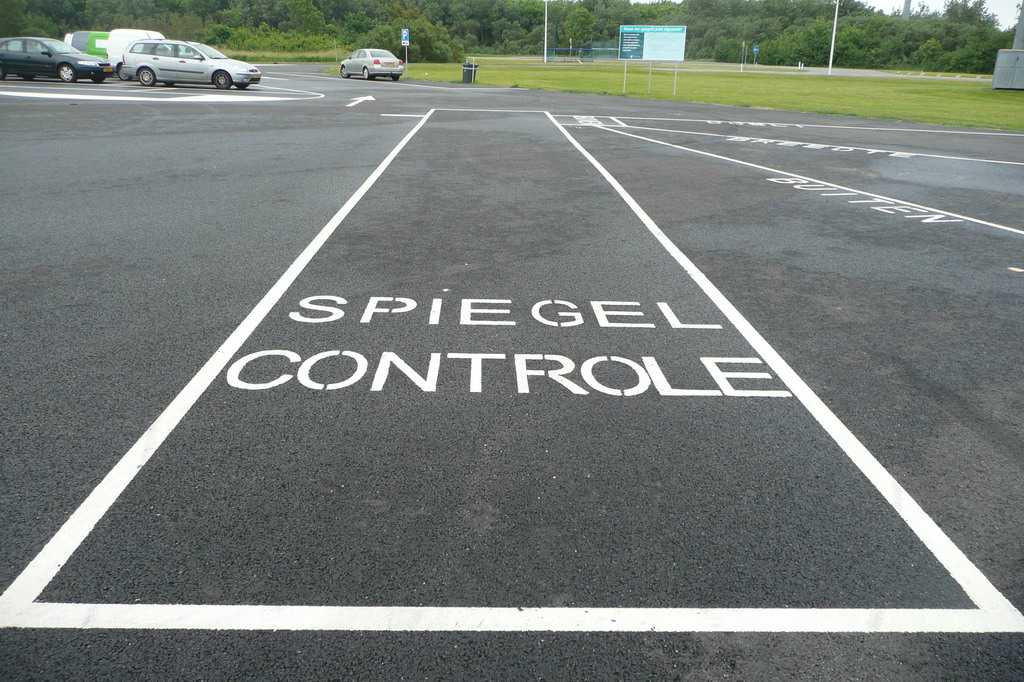
Spiegelafstelplaats in Nederland

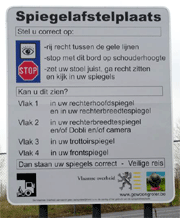
Instructies gebruik spiegelafstelplaats Vlaanderen

De spiegelafstelplaats is een hulpmiddel bedoeld om vrachtwagenchauffeurs de gelegenheid te geven met behulp van lijnen op de bestrating hun spiegels en dodehoekspiegels optimaal af te stellen.
Het model is in 1994 in Nederland ontwikkeld door Bert van Velden, destijds werkzaam als adviseur preventie en risicobeheer bij Assurantiebedrijf Hoofdstad. Vervolgens groeide het uit tot een Europees openbaar model voor beroepchauffeurs om de spiegels optimaal af te stellen.
De spiegelafstelplaats bestaat uit getekende vakken op bijvoorbeeld een parkeerplaats die de verplichte zichthoeken van de spiegels laten zien. Op deze spiegelafstelplaats stelt de chauffeur de spiegels aan de rechterzijde van de vrachtwagen juist af zodat ongevallen voorkomen kunnen worden.

## België
In België opende de eerste openbare spiegelafstelplaats in 2009, op het terrein van transportbedrijf H.Essers in Wilrijk. Een jaar later besliste Vlaams minister van Mobiliteit Hilde Crevits dat er in Vlaanderen nood was aan minstens twintig locaties, waar alle vrachtwagenchauffeurs terecht zouden kunnen om hun spiegels af te stellen. Daarom werd de campagne 'Gewoon groter' gelanceerd, waarbij gemeenten, lokale politiezones en bedrijven werd gevraagd om geschikte terreinen ter beschikking te stellen.
De eerste spiegelafstelplaats in het Brussels Hoofdstedelijk Gewest werd in 2015 ingericht, op de parking van het Belgisch Instituut voor Verkeersveiligheid in Haren.
Anno 2023 zijn er in Vlaanderen zeventien spiegelafstelplaatsen:
West-Vlaanderen
- Menen: Transportcentrum LAR
- Oostende: Luchthaven Oostende
- Zedelgem: Gheeraert Transport

Oost-Vlaanderen
- Beveren: Terreinen Grensinspectiepost (linkeroever haven van Antwerpen)
- Deinze: Snel Logistic Solutions
- Dendermonde: Transport Macharis
- Evergem: Collitax bvba (linkeroever North Sea Port)
- Temse: Internationaal Transport Gilbert De Clercq

Antwerpen
- Kalmthout: DBT Bulktransport
- Puurs: V&V Truck Cleaning Center
- Waarloos: Jost

Limburg
- Genk: N702 Hasselt - Genk
- Lanaken: GOBO Transport
- Pelt: Alders Transport

Vlaams-Brabant
- Heverlee: Ninatrans
- Zaventem: Brucargo
- Zellik: Groep Van Moer

Voorheen waren er ook spiegelafstelplaatsen in de haven van Antwerpen, in de haven van Brugge (hoek Kustlaan-Isabellalaan), in Laakdal (aan afrit 24 van de E313) en in Wilrijk (aan de A12).

## Nederland
Er zijn spiegelafstelplaatsen op de volgende verzorgingsplaatsen:
- Haarrijn

- Dikke Linde
- De Vonken
- Mienscheer
- Oude Riet
- De Wâlden
- Zurich

- Lageveen
- Panjerd
- Smalhorst

- Dorpshellen
- De Weeren

- Oosterveen
- Zwinderscheveld

- De Tille

### België
- gewoongroter.be

### Nederland
- Handleiding spiegelafstelplaats
- Schema[dode link]
- Overzicht spiegelafstelplaats, Rijksoverheid.nl